# Mural Feminista da Concepción
O Mural Feminista da Concepção (2018),  é um mural intitulado A união faz a força que foi realizado pelo colectivo espanhol Unlogic Crew no muro exterior do centro desportivo municipal do bairro da Concepção em Madrid, nele são mostrados os rostos de quinze mulheres que são referências do feminismo. O projecto foi apresentado na plataforma Decide Madri, de participação cidadã do município de Madrid e seleccionado pelos cidadãos. Em 2021 o mural foi vandalizado por colectivos de extrema direita. Como resposta ao ataque, o projecto foi replicado em outras localidades de Espanha.

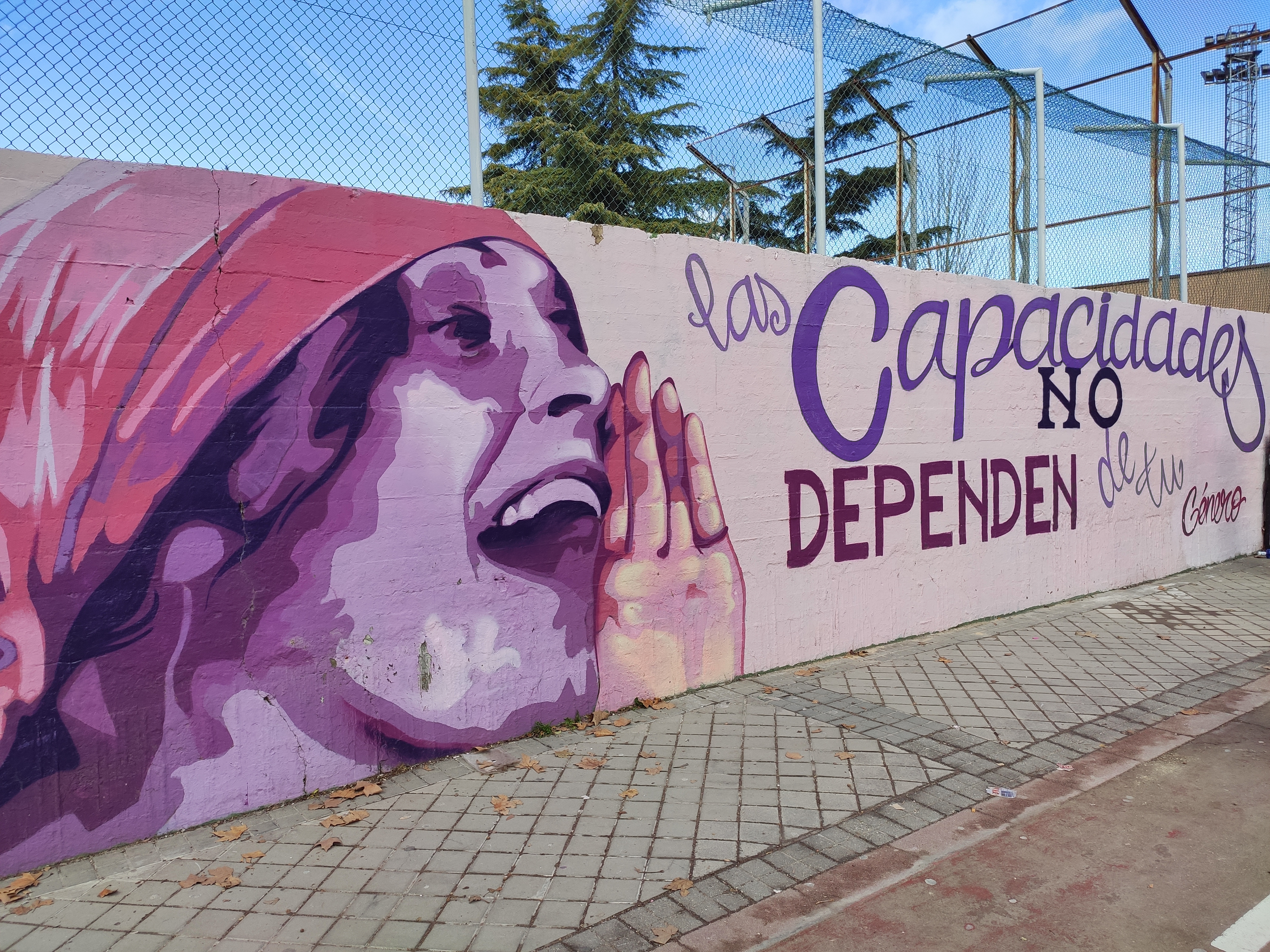
«As capacidades não dependem de teu género». A mulher em que se inspira esta parte do mural é Lilia Brik, que aparece no icónico póster de 1924 de Alexander Rodchenko.

## História
Em Maio de 2018, a Mesa de Igualdade e Diversidade através da Comissão Permanente do Foro Local do distrito de Cidade Linear, propôs a criação de um mural pictórico de oposição à violência contra as mulheres, na entrada do polidesportivo do bairro da Concepção em Madrid. A proposta foi incluída no projecto Compartilhando Muros do pelouro  da Cultura e Desportos da município de Madrid.
Após passar por uma consulta pública no portal municipal de participação cidadã Decide Madri, onde foi apresentado o projecto «A união faz a força», foi decidido adjudicar a realização do mural ao colectivo artístico Unlogic Crew.
O mural, com o lema «As capacidades não dependem do teu género», foi criado entre o 13 e 26 de Setembro de 2018, tendo os últimos três dias abertos à participação de qualquer morador do bairro.

## Tentativa de eliminação e reacção dos Cidadãos
Em Janeiro de 2021, o partido político Vox solicitou à Junta Municipal de Distrito de Cidade Linear que o mural fosse apagado alegando que este continha uma mensagem política, qualificando-o como femimarxista radical. A proposta, que foi aprovada no dia 21 de janeiro de 2021, pelo Partido Popular e pelo Cidadãos (governavam em coaligação desde 2019 na câmara municipal de Madrid graças ao apoio de Vox) incluía a substituição do mural "por um dedicado a desportistas e ao desporto e que não contenha nenhuma mensagem política".
As associações de bairro, entre elas a de Vale Inclán de Prosperidade, de Povo Novo e Bairro Bilbao, de Sol da Conce, a Associação de Vizinhos de Quintana, as Associações de Mães e Pais de Alunos (AMPAs) dos colégios Nossa Senhora da Concepção, Carlos V, México, San Benito, Leopoldo Asas, Miguel Blasco Vilatela, San Juan Bosco, San Juan Bautista e Colégio Cultural Elfo rejeitaram eliminação do mural e oposeram-se à decisão os partidos políticos Mais Madri, Podemos, PSOE e Esquerda Unida.
O partido Vox já havia realizado procedimentos similares para eliminar outros símbolos de esquerda na cidade de Madrid. No inicio de 2021, foi debatida na Junta Municipal de Distrito de Carabanchel a eliminação do mural em homenagem ao Movimento 15-M na Praça de Oporto, ainda que neste caso a proposta não se concretizou graças à abstenção do partido Cidadãos. No ano anterior, no final 2020, conseguiu que fosse retirasse a placa colocada na Praça de Chamberí, em homenagem a Francisco Longo Caballero, sindicalista e presidente do Conselho de Ministros durante a Segunda República.
As associações de bairro, activistas ligados ao bairro e iniciativas cidadãs, lançaram uma campanha nas redes sociais com os hashtags: #ElMuralNoSeToca e #ElMuralSeQueda. Foi também criada uma petição no site Change.org onde era pedido que o mural não fosse apagado, que em menos de uma semana conseguiu 50 000 assinaturas. Para além da acção nas redes digitais, no dia 24 de janeiro de 2021, várias associações de bairro e activistas de Madrid realizaram uma concentração em frente do mural como forma de protesto contra a sua eliminação.
A tentativa de eliminar o mural foi noticia na imprensa internacional, entre ela, o jornal britânico The Guardian, que o qualificou de «guerra cultural», e foi criticada pelo presidente do governo espanhol, Pedro Sánchez.
Finalmente, no dia 26 de Janeiro os oito vereadores do grupo municipal de Cidadãos apoiaram uma moção de urgência apresentada por Mais Madri que propunha preservar o mural feminista.

## Vandalizações e restaurações do mural

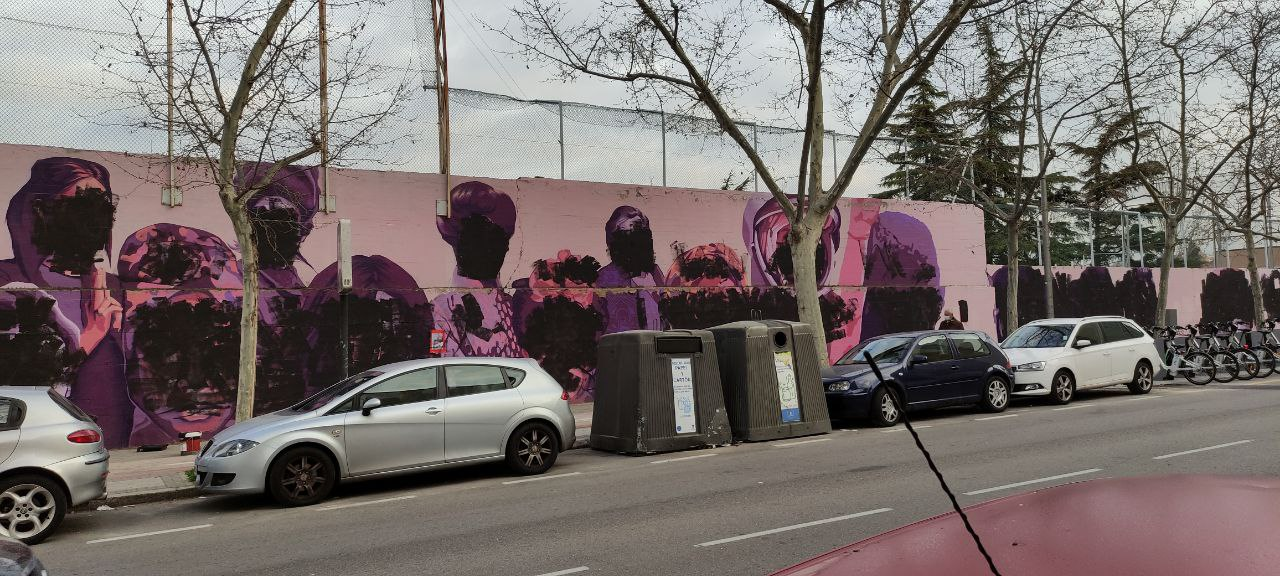
Imagem do mural vandalizado no dia 8 de março de 2021.

Na madrugada do dia 8 de março de 2021, em que é comemorado o Dia Internacional da Mulher, o mural foi vandalizado por colectivos de extrema direita que apagaram a mensagem e cobriram as caras das 15 mulheres com tinta preta. Colaram também cartazes nos quais se podia ler "terrorista", "abortista" e "comunista". O Município de Madrid condenou o ataque à obra e comprometeu-se a restaurar o mural. Depois do ataque, os vizinhos cobriram o mural com reproduções dos rostos pintados.
Macarena Olona, advogada e política do partido Vox, que no dia 24 de Janeiro tinha publicado no Twitter uma mensagem,  em que defendia a destruição do mural, foi considerada uma das incitadoras do acto de vandalismo.
No final de Agosto de 2021 o colectivo Unlogic Crew, os autores do mural, restauraram a obra e aplicaram um verniz para protegê-lo. Por decisão da Câmara de Madrid, nesta ocasião, um cláusula do contrato impediu a participação da comunidade. O novo mural foi inaugurado no dia  29 de Agosto com uma festa em que os moradores do bairro agradeceram aos artistas o seu trabalho e estes elogiaram a vitória da luta associativa, considerando-a como um exemplo do que se pode conseguir.
O mural foi novamente vandalizado em Dezembro de 2021 e limpo em Fevereiro de 2022, sem que fosse necessário ser repintado graças ao verniz protector. A obra voltou a ser vandalizada em Junho de 2022 com frases como "morte ao fascismo rôxo" e "justiça para os homens valentes".

## Réplicas

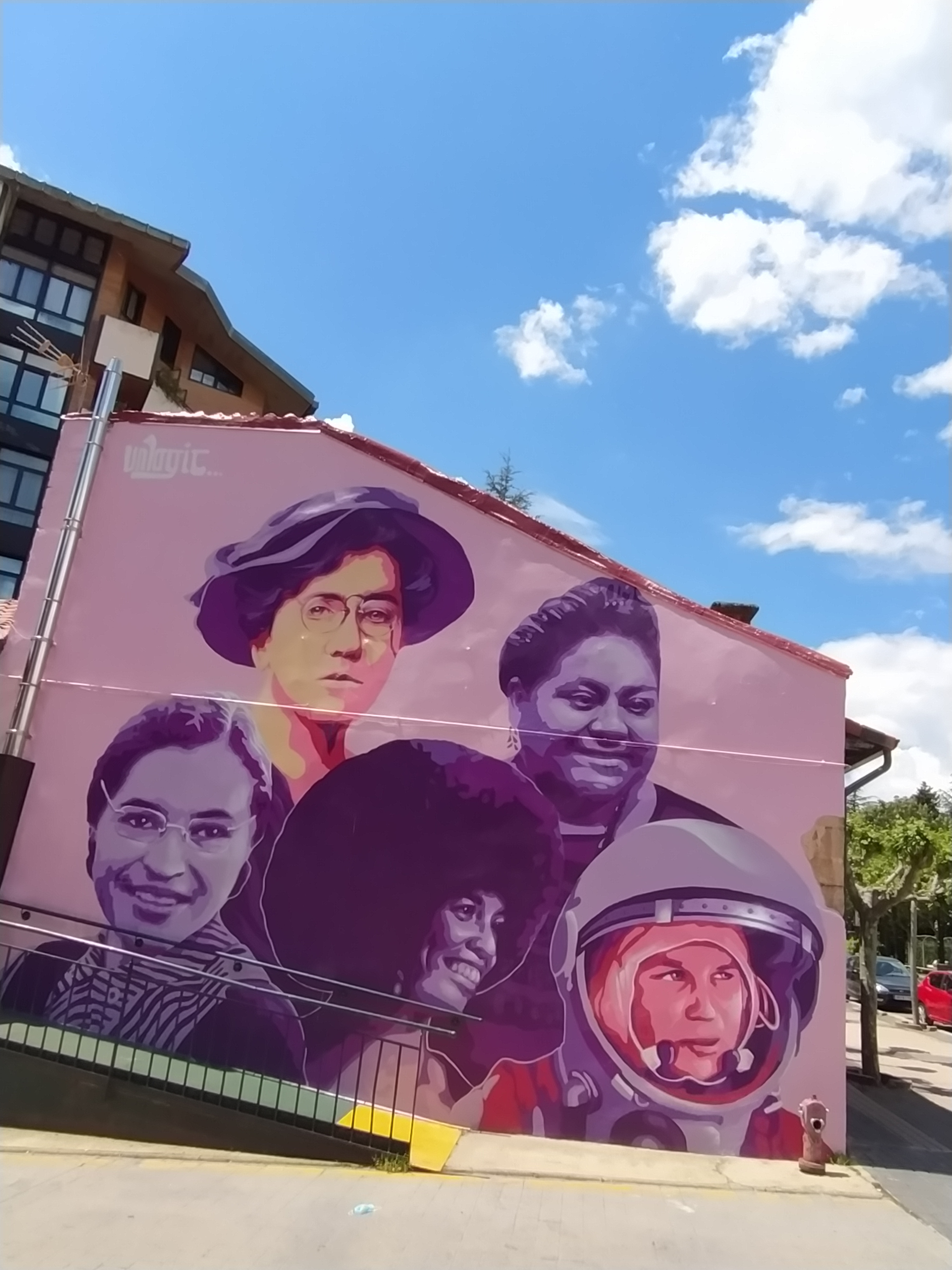
Réplica do mural realizada em Soria.

Perante os ataques e as tentativas de destruição do mural,este foi replicado como forma de protesto e apoio. Entre elas destacam-se as de um instituto de Ponte Genil (Córdoba), a de Alcalá de Henares (apoiada pela câmara municipal), a da Estação de Getafe Central (promovida pela câmara municipal de Getafe), a de Lagoa e a de Móstoles. Os artistas de Unlogic Crew também reproduziram o mural em Soria, em Calahorra a pedido do Governo da Rioja e em Rivas-Vaciamadrid.
As réplicas de Alcalá, de Henares e Getafe também foram vandalizadas. Esta ultima foi restaurada pelos autores e moradores do município no dia 14 de Março.
Por sua vez, um mês após o ataque a corporação municipal do município de Fuenlabrada aprovou uma moção que propunha a criação de uma réplica ou similar por uma artista internacional a integrar no Museu Urbano ao ar livre do município. Também outros municípios e centros educativos pediram a criação de cópias totais ou parciais do mural ao colectivo Unlogic Crew. Entre estas estão as localidades de Alcorcón, Valencia, Geldo (Castellón) e San Sebastián dos Reis e dois colégios dos madrilenos distritos de Retiro e Chamartín têm solicitado réplicas.
O mural também foi replicado fora de Espanha,nomeadamente no Liceu Espanhol Luis Buñuel em Paris.

## Outras Obras Vandalizadas
Além dos actos de vandalismo contra «A união faz a força» outros murais foram atacados em datas próximas. Em Alcalá de Henares uma obra de arte feita a pedido do município que representava a dez pioneiras do feminismo foi coberta com tinta jogada sobre os rostos das mulheres representadas no dia 7 de Março. No centro cultural de Colmenarejo um mural de lã criado pela associação Tecendo Colmenarejo, foi queimado na madrugada do mesmo dia. Em Huelva, um mural feminista pintado pela artista Cynthia Veneno com o colectivo Mulheres 24 Horas, foi no dia 6 de Março, vandalizado com suásticas e os rostos apagados. Um cartaz com mensagens feministas colocada no muro exterior do edifício da Diputación de Sevilla foi destruído. O mural feminista de Gandía, que mostra os rostos de mulheres como Simone de Beavoir, María Zambrano e Violeta Parra, foi atacado pelo segundo ano consecutivo. Outra obra vandalizada, em Junho de 2022, foi o mural dedicado à maestra Justa Freire, pintado em Aluche pela Unlogic Crew.

## Técnica artística
O mural foi pintado de forma colaborativa, vários moradores e grupos de crianças colaboraram com os artistas da Unlogic Crew. Na execução da obra foi estabelecidas áreas de trabalho que os participantes pintaram com as cores indicadas pelos coordenadores. A tinta plástica foi aplicada com rolos e pincéis, e rematada com spray. As cores eleitas foram cinco tons de rôxo (por estar associado ao 8M) e dois de vermelho.

## Mulheres representadas
No mural, foram representadas quinze mulheres:
- a activista mexicana Comandanta Ramona
- a activista afroamericana Rosa Parks
- a poetisa e rapper espanhola Gata Cattana
- a cantora, compositora e pianista norte-americana Nina Simone
- a francotiradora soviética Liudmila Pavlichenko, que lutou na Segunda Guerra Mundial contra os nazis
- a actriz norte-americana Emma Stone interpretando a ex-jogadora de tênis Billie Jean King
- a jornalista japonesa Kanno Sugako
- a pintora e activista mexicana Frida Kahlo
- a activista anarquista russa Emma Goldman
- a escritora nigeriana Chimamanda Ngozi Adichie
- a cosmonauta soviética Valentina Tereshkova
- a política e activista afroamericana Angela Davis
- a activista feminista espanhola Rosa Arauzo, vizinha de Cidade Linear e defensora da igualdade das mulheres
- a militante anarcosindicalista e antifranquista espanhola Antònia Fontanillas Borràs
- a líder indígena guatemalteca e Prémio Nobel da Paz, Rigoberta Menchú